# 上海海事大学
上海海事大学是一所以航运、物流、海洋学科为特色，具有工、管、经、法、文、理等学科门类的多科性大学。

## 历史

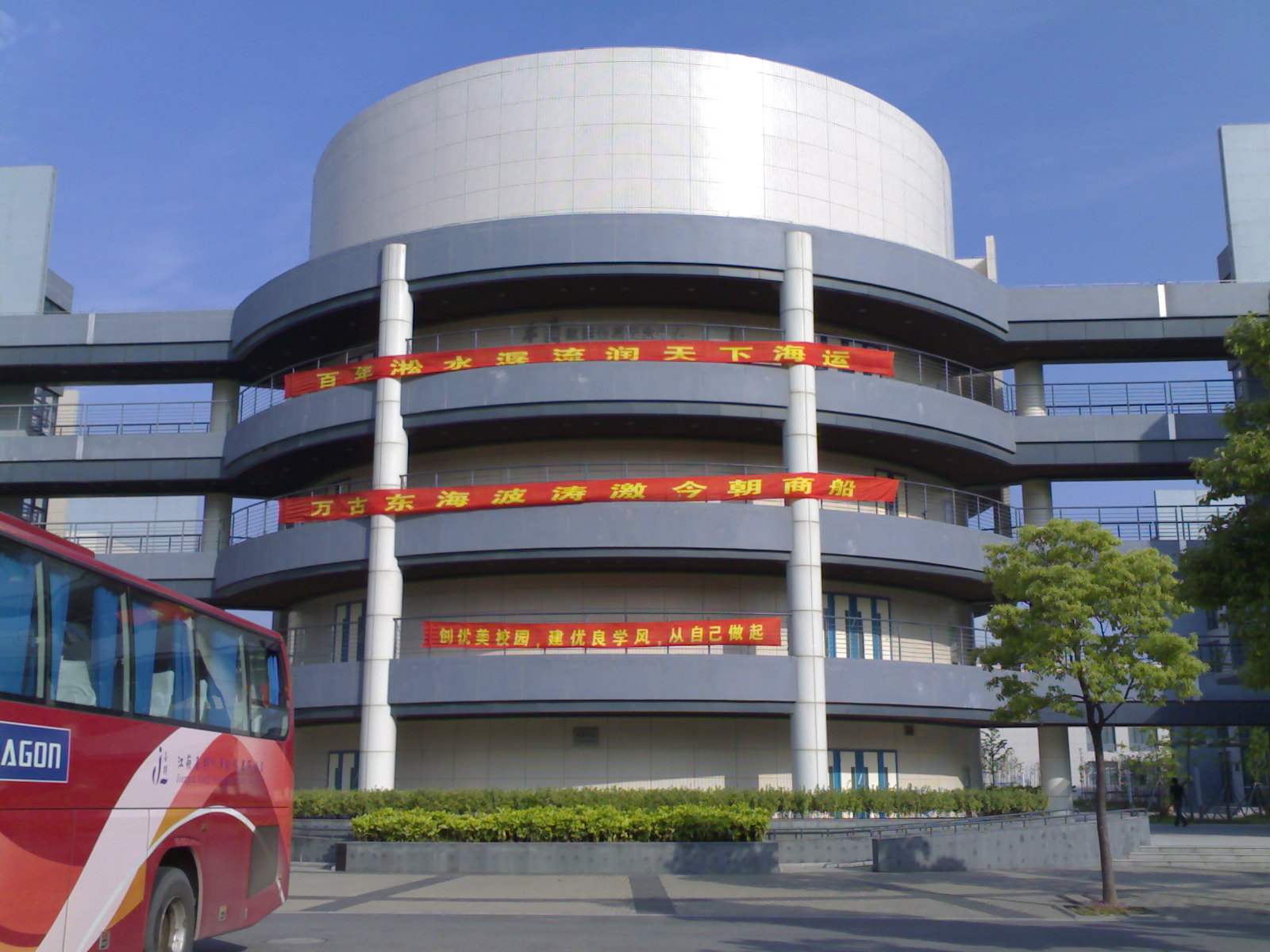
上海海事大学

中国高等航海教育发轫于上海，1909年晚清邮传部上海高等实业学堂（南洋公学）船政科开创了中国高等航海教育的先河。後船政科擴展為吳淞商船學校。1959年交通部在沪建立上海海运学院，为交通部所属院校。从2000年开始，学校实行由上海市和交通部共建，以上海市管理为主的体制。2004年教育部批准上海海运学院更名为上海海事大学。

## 概況
目前学校共设有41个本科专业，12个高职专业，2个博士后科研流动站，1个一级学科博士点（交通运输工程），7个二级学科博士点，28个硕士学位点，2个专业硕士学位点（涵盖10个专业领域）。

## 学院科系
- 商船学院
- 交通运输学院
- 经济管理学院（亚洲邮轮学院、上海高级国际航运学院）
- 物流工程学院（中荷机电工程学院）
- 信息工程学院
- 外国语学院
- 理学院
- 海洋科学与工程学院
- 继续教育学院
- 海华高等技术学院、上海港湾学校
- 法学院
- 徐悲鸿艺术学院
- 物流科学与工程研究院
- 马克思主义学院
- 体育教学部
- 国际教育学院

## 科研中心和学术成果
- 物流研究中心
- 电气自动化研究所
- 航运仿真中心
- 仿真技术研究所
- 海商法研究中心
- 中国荷兰经济研究中心
- 航海科学研究所
- 上海国际航运研究中心
- 水运经济科学研究所
- 社会发展研究所
- 高等教育研究所
- 港口机械质量监督检验测试中心
- 应用数学应用物理所
- 网络计算研究所
- 机械工程设计研究所

## 校园
上海海事大学目前有四个校区：民生路老校区、临港新校区、东校区（港湾学校）、海华校区。

### 民生路校区
民生路校区位于浦东大道1550号。

### 临港新校区
临港新校区位于上海市临港新城海港大道1550号，毗邻洋山深水港保税区，2007年9月启用，2008年10月18日举行落成典礼，总占地达2000余亩。

### 东校区
东校区位于浦东大道2600号，为港湾学校所在地。

### 海华校区
海华校区位于浦东新区金桥路555号。

## 对外交流
长期以来，上海海事大学与世界各知名海事大学与学院有着丰富的学术交流。目前的境内外友好院校为：
- 联合国世界海事大学
- 日本神户大学
- 法国海军学院
- 波兰格丁尼亚海运学院
- 美国圣马丁学院
- 新加坡理工学院
- 中国海洋大学
- 香港理工大学
- 国立台湾海洋大学
- 日本东京海洋大学
- 韩国海洋大学
- 澳大利亚海运学院
- 英国约翰·摩尔斯大学
- 美国加利福尼亚海运学院
- 荷兰马斯特里赫特管理学院

## 知名校友
- 黄镇东--中华人民共和国交通部部长（1991年－2002年）
- 王家瑞--中共中央对外联络部部长
- 翁孟勇--中华人民共和国交通部副部长
- 赵锡成--美国纽约福茂集团董事长
- 李克麟--中国海运集团总公司前总裁
- 李绍德--中国海运集团总裁
- 张富生--中国中远（集团）总公司党组书记、中远（集团）总公司副总裁
- 張楊果而--知名綜藝節目主持人
- 陳卓璇--歌手、演員
- 陈戌源：现任中国足球协会主席

## 历任校长
- 上海航务学院校务委员会主任 蒲济生 1958.8——1959.4
- 上海海运学院副院长（主持工作） 徐健 1959.4——1966
- 上海海运学院院长 杨进 1978.8——1979.9
- 上海海运学院院长 陈嘉震 1981.8——1983.12
- 上海海运学院院长 陈希群 1986.8——1991.12
- 上海海运学院院长 沈康辰 1992.1——1999.5
- 上海海运学院副院长（兼，主持工作） 王宏彪 1999.5——2001.10
- 上海海运学院院长 於世成 2001.10——2004.5
- 上海海事大学校长 於世成 2004.5——2011.12
- 上海海事大学校长 黄有方 2011.12——2020.6
- 上海海事大学校长 陆靖 2020.5——2023.12.28
- 上海海事大学校长 初北平 2023.12——